# Illidan (romanzo)
Illidan è un romanzo fantasy di William King del 2016, ambientato nell'universo di Warcraft creato da Blizzard Entertainment e incentrato sulla storia di Illidan Grantempesta.

## Trama
La storia è narrata dai punti di vista di Illidan stesso, di Akama, suo alleato che cova diversi dubbi sulla moralità di Illidan, di Maiev, che sta incessantemente proseguendo la sua caccia per catturare il Traditore, e di Vandel, un elfo della notte che diventa cacciatore di demoni al servizio di Illidan per combattere contro la Legione Infuocata.
Il prologo del libro costituisce un flashback di eventi già naratti in Warcraft III: Reign of Chaos, ossia la liberazione di Illidan da parte di Tyrande, dopo la prigionia durata diecimila anni, e la riunione con suo fratello gemello Malfurion.
Il primo capitolo salta avanti di due anni: nella Valle di Torvaluna, Illidan si prepara ad assediare il Tempio Nero con le forze dei draenei Corrotti di Akama, dei naga di dama Vashj e degli elfi del sangue di Kael'thas Solealto. Sconfitto Magtheridon e conquistato il Tempio, Kil'jaeden gli ordina di distruggere il Trono Ghiacciato, sede del Re dei Lich (storia raccontata in The Frozen Throne). 
Fallito questo compito, Illidan si prepara a fronteggiare la Legione; Akama, che è convinto che Illidan sia malvagio, complotta con Maiev per spodestarlo. Illidan però scopre il piano e lancia un incantesimo sul draenei, costrigendolo ad obbedire ai suoi ordini; Maiev viene quindi catturata, e le sue forze sterminate. 
Illidan e i suoi cacciatori di demoni invadono quindi Nathreza, il mondo natale dei nathrezim: qui scoprono dove si trova Argus, uno dei pianeti più importanti dominati dalla Legione, che Illidan intende attaccare. Compiuta la missione, Illidan fa esplodere il portale causando un cataclisma che pressoché distrugge Nathreza.
Tempo dopo, un gruppo di avventurieri (la versione letteraria dei giocatori di World of Warcraft: The Burning Crusade) riesce spezzare l'incantesimo che vincola Akama, il quale a sua volta libera Maiev: assieme essi attaccano il Tempio Nero e sconfiggono Illidan che però, essendo in parte demone, non muore.

## Protagonisti
- Akama
- Illidan Grantempesta
- Maiev Cantombroso
- Vandel

## Edizioni
- William King, World of Warcraft: Illidan, Mondadori, 2016,  p. 324, ISBN 978-88-04-66433-8.